# Wesele księżackie
Wesele księżackie (znany również pod nazwą Wesele księżackie w Złakowie Borowym) – polski barwny amatorski film dokumentalny z 1937 w reżyserii inżyniera Tadeusza Jankowskiego. Zrealizowany na wąskiej taśmie 16 mm. Film przedstawia księżackie zwyczaje weselne w miejscowości Złaków Borowy: zaprosiny, zaręczyny, ślub, oczepiny, ucztę i tańce. Wzięło w nim udział ok. 50 miejscowych chłopców i dziewcząt. Warstwę dźwiękową stanowią regionalne motywy muzyczne z płyt. W ten sposób opisywało Wesele księżackie węgierskie pismo „Magyrsag”:

(…) lekkie białe chmurki na niebieskim niebie, srebrzyste brzozy, małe niebieskie domki – polska wieś. Drużba idzie od domu do domu i zaprasza gości na wesele. W izbie pełnej kolorowych kwiatów i świecidełek ubierają Pannę Młodą w spódnicę stubarwną o niezliczonej ilości fałdów i nakładają jej ozdobny wianek ślubny. – Wysokie spiczaste wieże kościelne – ślub. Kurz pod kołami wozu wiozącego orszak ślubny. Przy stołach ustawionych w rząd przed domem. – uczta, a później tańce przy skocznej muzyce. Już Panna Młoda jest kobietą; począwszy od starszej kobiety wszyscy z nią tańczą, piją jej zdrowie i rzucają pieniądze na kolorowy talerz. Ostatni tańczy z nią Pan Młody, zabiera ją i skrzynię z wyprawą do swojego domu.

Produkcja Tadeusza Jankowskiego zdobyła kilka nagród. W 1938 otrzymała pierwszą nagrodę w kategorii filmów dokumentalnych na Międzynarodowym Kongresie Filmu Amatorskiego w Wiedniu oraz Wielką Nagrodę Międzynarodowego Zrzeszenia Amatorów Filmowców UNICA za najlepszy film całego konkursu. Uzyskała także złoty medal i Puchar św. Stefana na Międzynarodowym Festiwalu Filmów Amatorskich w Budapeszcie spośród 47 zgłoszonych filmów.
Księżacką kulturę ludową przedstawia również Piękno Księstwa Łowickiego (1937) tego samego reżysera.